# محمد جمال (ممثل)
محمد جمال (1963-) ممثل إماراتي بدايته الفنية في عام 1986.

## أعماله

### المسلسلات التلفزيونية
- شهريار الفريج
- مرمر زماني
- بركون
- عام الجمر
- طماشة
- دروب المطايا
- حبر العيون
- جمرة غضى
- حاير طاير
- الكفن
- بنت الشمار
- سفينة الأحلام

### المسلسلات الاذاعية
- يوميات أبومحيوس